# Kradibia panchoi
Kradibia panchoi  (лат.) — вид хальциноидных наездников рода Kradibia из семейства Agaonidae. Опылители фикусов.

## Распространение
Встречаются в Юго-Восточной Азии: Тайвань и Филиппины.

## Описание
Опылители и фитофаги растений рода фикус (Ficus, семейство Тутовые) следующих видов: Ficus cumingii (Moraceae). От близких видов отличается пропорциями сложных глаз самок, они в 2,5 раза длиннее щёк и шестью вентральными ламеллами на придатках мандибул; педицель усиков с 30 аксиальными шипиками. Длина тела около 1 мм, желтовато-коричневые. Лапки 5-члениковые, усики 11-члениковые.